# Park World Tour
Die Park World Tour (abgekürzt PWT) ist eine jährlich ausgetragene Veranstaltungsserie im Orientierungslauf. Die erste Saison wurde 1996 ausgetragen. Die Rennen finden in Städten und Parkanlagen statt.
Ziel der Serie war es unter anderem den Sport eine Präsentationsplattform zu geben und ihn vor allem in Ostasien bekannter zu machen.
Ab 2006 verringerte sich die Anzahl der Rennen und die Bedeutung der Rennserie nahm ab. Es finden aber nach wie vor (Stand 2013) Rennen im Rahmen der Park World Tour statt.

## Übersicht
| Jahr | Rennen | Austragungsorte                                                                    |
| ---- | ------ | ---------------------------------------------------------------------------------- |
| 1996 | 4      | Vaasa, Laxå, Oslo, Prag                                                            |
| 1997 | 8      | Eskilstuna, Jyväskylä, Flisa, Laxå, Český Krumlov, Budapest, Graz, Venedig         |
| 1998 | 10     | Hongkong, Peking, Västerås, Helsinki, Assisi, Schladming, Olmütz, Göteborg         |
| 1999 | 8      | Farum, Skansen, Turku, Glasgow, Oslo, Tokio, Hangzhou, Shanghai                    |
| 2000 | 8      | Hamina, Kumla, Maribor, Leibnitz, Fredrikstad, Bangkok, Shanghai, Kunming          |
| 2001 | 7      | Chrudim, Oslo, Bangkok, Nanjing, Shanghai, Seoul                                   |
| 2002 | 7      | Čechy pod Kosířem, Prostějov, Vierumäki, Karlsborg, Mülhausen, Alberobello, Matera |
| 2003 | 3      | Växjö, Jönköping, Eksjö                                                            |
| 2004 | 8      | Gravina di Ginosa, Lecce, Prostějov, Bratislava, Nagoya, Nanjing, Suzhou, Shanghai |
| 2005 | 7      | Otranto, Brindisi, Shanghai, Suzhou, Jinhua, Hangzhou, Yuxi                        |
| 2006 | 2      | Palermo, Lagonegro                                                                 |
| 2007 | 1      | Fredrikstad                                                                        |
| 2008 | 1      | Lonigo                                                                             |

## Liste der Gesamtsieger

### Herren
| Jahr | 1. Platz              | 2. Platz              | 3. Platz              |
| ---- | --------------------- | --------------------- | --------------------- |
| 1996 | Jörgen Mårtensson     | Rudolf Ropek          | Carsten Jørgensen     |
| 1997 | Rudolf Ropek          | Carsten Jørgensen     | Chris Terkelsen       |
| 1998 | Rudolf Ropek          | Juri Omeltschenko     | Chris Terkelsen       |
| 1999 | Allan Mogensen        | Rudolf Ropek          | Grant Bluett          |
| 2000 | Juri Omeltschenko     | Bjørnar Valstad       | Odin Tellesbø         |
| 2001 | Juri Omeltschenko     | Michail Mamlejew      | Thomas Bührer         |
| 2002 | Juri Omeltschenko     | Svajūnas Ambrazas     | Marius Bjugan         |
| 2003 | Thierry Gueorgiou     | Grant Bluett          | Michail Mamlejew      |
| 2004 | Johan Näsman          | Mats Haldin           | Øystein Kvaal Østerbø |
| 2005 | Øystein Kvaal Østerbø | David Brickhill-Jones | Mats Haldin           |
| 2006 | Christian Nielsen     | Michal Smola          | David Brickhill-Jones |
| 2007 | Anders Nordberg       | Johan Bäckman         | Audun Weltzien        |
| 2008 | Matthias Müller       | François Gonon        | Øystein Kvaal Østerbø |

### Damen
| Jahr | 1. Platz               | 2. Platz                   | 3. Platz            |
| ---- | ---------------------- | -------------------------- | ------------------- |
| 1996 | Reeta Kolkkala         | Kylli Kaljus               | Marlena Jansson     |
| 1997 | Gunilla Svärd          | Heather Monro              | Lucie Böhm          |
| 1998 | Hanne Staff            | Gunilla Svärd              | Katarina Borg       |
| 1999 | Gunilla Svärd          | Lucie Böhm                 | Dorte Dahl          |
| 2000 | Reeta Kolkkala         | Hanne Staff                | Jenny Johansson     |
| 2001 | Vroni König-Salmi      | Hanne Staff                | Jenny Johansson     |
| 2002 | Hanne Staff            | Simone Luder               | Emma Engstrand      |
| 2003 | Anne Margrethe Hausken | Karolina Arewång Højsgaard | Simone Niggli-Luder |
| 2004 | Simone Niggli-Luder    | Anne Margrethe Hausken     | Sarah Rollins       |
| 2005 | Dana Brožková          | Tatjana Rjabkina           | Riina Kuuselo       |
| 2006 | Kajsa Nilsson          | Zuzana Macúchová           | Dana Brožková       |
| 2007 | Anne Margrethe Hausken | Marianne Andersen          | Yvonne Gunell       |
| 2008 | Lena Eliasson          | Celine Stalder             | Eva Juřeníková      |